# Balli staccati
Balli staccati è una denominazione moderna, vulgata dal termine dialettale bâl stàcc usato sull'Appennino bolognese ad indicare la danza di tradizione antica precedente al ballo liscio nell'Appennino bolognese. Nel territorio di pianura e in città questo linguaggio di danza prendeva il nome di bâl spécc. Il termine "stàcc" e il termine "spécc" fanno riferimento alla presenza di passi saltati o staccati dal suolo, a differenza di quanto era previsto in marce, valzer, polke e mazurke che prevedevano lo scivolamento. In montagna il termine usato per definire il repertorio era mutuato dal ballo maggiormente in uso: Rugîr (Ruggeri o Ruggero) nelle valli di Savena e Idice, Bargamasc o Bergamasco in Val di Sambro, Giga o Trescone nelle valli del Bisenzio e del Reno. In pianura era maggiormente usato il termine manfrina.
La tradizione del bâl stàcc è diffusa  in cinque vallate: del Savena, del Setta, dell'Idice, del Sambro e del Reno.

## Repertorio
Il repertorio è diffuso in maniera ineguale sul territorio, alcuni luoghi, antichi centri di mercato e sedi di abbazie e vescovadi, nonché i luoghi che un tempo erano di confine tra granducato di Toscana ed Emilia-Romagna, presentano fino a cinquanta arie di danza e fino a venti varianti coreografiche o "balli", i borghi minori presentano una media di sei o sette balli. Il repertorio prevede balli collettivi di uso e funzione sociale e ricreativa, balli collettivi di tipo rituale, balli riservati di tipo rituale, balli a coppia aperta e balli a coppia chiusa con inserto pantomimico. Esistono formazioni a cerchio, a schiera, processionali. Ogni ballo esiste in differenti varianti nelle diverse località e anche in varianti familiari e generazionali. Si tratta di un repertorio di tipo ampio ed inclusivo, che di volta in volta, da quando esiste la documentazione storica secondaria, spartiti musicali e citazioni letterarie, ha incluso e mantenuto nei secoli le diverse varianti. Proprio la posizione dei paesi sulle principali vie di scambio tra Nord e Sud ha conferito ad alcuni paesi specifici (Castel San Pietro, Vergato, Monghidoro, Castel di Casio) la particolarità di avere un repertorio di tale vastità. L'uso quotidiano invernale della veglia e quello estivo del ballo negli spiazzi del carbone e nelle fiere, insieme al semiprofessionismo dei musicisti attestato da secoli in Valle del Savena e in Valle del Reno, hanno reso questo repertorio un unicum a livello della cultura dell'Europa Occidentale. L'emigrazione del secolo XX, in particolare l'esodo dopo le distruzioni della II guerra mondiale, hanno impoverito il tessuto sociale, facendo sì che solo nei luoghi rimasti più distanti dalla gravitazione cittadina rimanesse la pratica della veglia, e quindi la continuità della pratica del ballo. Non essendo danze di rappresentazione, ma balli di abilità e comunicazione, quindi talora semplicissimi, e altrimenti estremamente complessi, che mirano a far emergere le relazioni emozionali fra le persone, questi balli non sono stati oggetto di tentativi di spettacolarizzazione fino in tempi recentissimi. Gli unici gruppi folkloristici che hanno eseguito il repertorio di ballo antico sono  quello di Castel San Pietro Terme ed i Canterini e Danzerini Romagnoli di Imola. I balli staccati erano diffusi anche nella città di Bologna, dove le ultime due scuole in cui erano insegnanti, una dietro Piazza Maggiore, e l'altra in Via Saragozza, hanno chiuso negli anni sessanta.

## Parti del ballo
Alcune figurazioni come lo spasso, il balletto, la tonda, le braccia, l'incontro, la tresca composte in successione e ripetute caratterizzano tutti i balli.
I balli vengono eseguiti per una singola coppia o per due coppie o tre coppie oppure, in caso di ballo collettivi, per tutti. Anticamente i balli di coppia singola erano eseguiti con la successione delle coppie in ballo una dopo l'altra, come accade in tutto il Centro- Sud. Ogni ballo di coppia viene concluso da un altro ballo che può essere la trescarella, la tresca o il trescone, ad eccezione dei balli del Manfrone, della Monferrina, della Tarantella e della Veneziana. Oggi anche ai balli collettivi viene aggiunta la tresca, mentre l'uso di ballare una coppia dopo l'altra è rimasta solo nelle veglie che ancora si tengono in piccoli luoghi.

## ManfrånoMarciån
Manfròn o Marciòn (it: Manferone, Manfrone, Marcione), ballo a coppia chiusa collettivo processionale in cerchio, tradizionalmente non veniva seguito dalla tresca. Composto di spasso e balletto, in alcune località da spasso, balletto e braccia. Molte le arie e le varianti musicali, anche con strofe di canzone a ballo.
Variante: Manfrone doppio.

## Venezièna(it. Veneziana)
Ballo a coppia chiusa collettivo processionale in cerchio, tradizionalmente non veniva seguito dalla tresca. Composto da spasso, durante il quale si esegue la figura della "pastorella", balletto e braccia. Ad ogni giro era previsto che la donna cambiasse cavaliere procedendo nella fila delle coppie. Una sola aria musicale coincidente con quella in uso in tutto il Centro- Nord con il nome di villotta, polesana, furlana ecc. Diverse varianti testuali.

## Manfréṅna(it: Manfrina o Monferrina)
Ballo a coppia aperta singola composto dalla successione di tonda e balletto, dove la tonda o il balletto possono avere una figurazione di tipo astratto o pantomimico che differenziano le diverse varianti. Questo tipo di manfrine sono particolarmente diffuse nella Valle del Savena, e in Val di Sambro, mentre nelle altre valli si prediligeva la forma in quattro. Alcune arie di manfrina sono la *Milorda, la *Morettina, di origine rituale, il *Doppietto

## Manfrine figurate
Le manfrine con balletto pantomimico sono solitamente collegate ad una storia ad una canzone a ballo che ne motiva l'origine e la forma.
- Cavron - di origine rituale
- Pizzighino
- Va per tera
- Morettina - di origine rituale

## Manfréṅna Mudnaiṡa(it: Manfrina alla Modenese) o Manfrina in quattro
Ballo eseguito da due coppie disposte in modo differente nelle diverse valli, composto dalla successione di tonda e balletto, dove la tonda o il balletto possono avere una figurazione di tipo astratto o pantomimico che differenziano le diverse varianti. La figurazione della tonda e del balletto si differenziano notevolmente nelle diverse varianti locali in rispondenza di un differente linguaggio gestuale. Lo *Spagnoletto, esistente in diverse varianti fino agli anni cinquanta, ma oggi eseguito solo in Valle del Savena, ne è la variante derivata dalle danze di addestramento al combattimento. Esistono molte arie musicali, alcune particolarmente diffuse anche come strofette, filastrocche come nel caso del
- Ven Mingon: dove l'assonanza di "Mingon" con analogo termine fallico, ne fa un ballo in cui il danzerino maschio deve esacerbare le caratteristiche di stupidità che hanno fatto di Mingòn lo stereotipo del montanaro presso gli stessi montanari.

## Bâl in tånndoBâl in gîr(Ballo in tondo)
Ballo caratterizzato da una parte di tonda e dalle parti successive eseguite collettivamente. Ne esistevano molte varianti, oggi rimaste solo come aria musicale e conosciute dai suonatori, ma non più eseguite dai ballerini. Quelle rimaste in uso a tutt'oggi sono la *Runcastelda e la *Tarantella. Anche il manfrone poteva essere eseguito, a Carnevale e alla festa della Vecchia, come Bal in tònd.

## Bâl Antîg(Balli antichi)
Ballo di coppia aperta a struttura variantiva, dove ogni motivo musicale della durata di decimi di secondo (anche solo due battute in tempo di 2/4) deve corrispondere ad una variante di passo e/o di figurazione da parte del ballerino. Sono balli di coppia da sfida o da rappresentazione, quelli ritenuti veramente importanti e non eseguiti da tutti, ma solo da chi li ama particolarmente, per tutti.
- Giga
- Lombardina: o Lunbèrda
- Ruggero
- Bergamasco
- Saltarell Muntanàer
- Tresca dei preti - Tresca dei frati - Trescone

## Balli rituali con inserti pantomimici
Questi balli erano usati un tempo durante il Carnevale o in altre occasioni rituali quali matrimoni, fidanzamenti, funerali. Oggi qualcuno di essi rimane in uso durante il Carnevale o feste particolarmente intense.
- Ballo dei gobbi: ballo eseguito in tempo di carnevale. Richiede tre coppie di danzatori, un tempo solo maschi o solo femmine, oggi anche misti e presenta una successione di sequenze che ed ha esplicite allusioni sessuali.
- Galletta: ballo eseguito un tempo da due coppie di danzatori, l'uomo con bastoni, oggi non più eseguito.[senza fonte]
- Galletto: ballo eseguito da un uomo con quattro donne.
- Vitadora: manfrone nel quale viene inserita la "vitadora", ballo di origine rituale, che prevede l'abbraccio dei ballerini, un tempo e ancora oggi a Riola di Vergato, il rotolamento a terra, come nello Scuciòl.
- Deinter e fora: è eseguito da coppie a schiera.
- Barabéin o Bal dal mort (Baraben o Ballo del Morto): ballo eseguito con diverse varianti in tutta la provincia, rimane in uso oggi solo in particolari occasioni. Può essere eseguito da uomini, travestiti da donne o da tre donne ed un uomo o da una coppia e un uomo.
- Bal dal Barbìr (Ballo del Barbiere): insieme al Ballo dell'Arrotino costituiva una variante del Ballo del Morto. Alla Morte dell'uomo sottoposto alla pantomima, la donna richiedeva la "Morettina" per farlo resuscitare.

## Balli a schiera
Saltaràell (Saltarello romagnolo o bolognese)
Ballo composto da incontro, braccia e balletto. Eseguito da tre coppie di ballerini così disposti: su un lato un uomo tra due donne, sull'altro una donna tra due uomini.
Nella figura intermedia c'è uno scambio del cavaliere centrale di modo che nelle tre passate musicali ogni cavaliere ha avuto l'onore di essere "protagonista". Esistono diverse arie musicali e diverse varianti coreografiche. Il nome deriva dall'uso di un passo particolare, oggi praticamente in disuso, detto "spuntapié", da parte dell'uomo e di un passo saltato con rimbalzo da parte delle donne.

## Galoppa
Ballo ottocentesco collettivo eseguito nelle vallate bolognesi su melodia propria, ha due arie musicali di riferimento e due varianti coreografiche, una in quadriglie e una no.

## Contraddanza
Nella contraddanza si ha lo schieramento dei cavalieri contrapposto a quello delle dame.
Il ballo veniva eseguito nelle veglie in casa con il canto delle donne, o con l'accompagnamento di un violino, nelle osterie con il violino o il clarinetto, nelle feste da orchestrine composte da violino e viulòn, e chitarre, o da bandelle con flauto traverso, violino, clarinetto in do e chitarra, dalla metà del XX secolo da fisarmoniche cromatiche e da bandelle composte di fisarmonica cromatica, basso tuba, clarinetto in do e chitarra. Oggi esistono gruppi di suonatori dello stesso genere, oppure le orchestrine di liscio filuzziano sono in grado di eseguire qualche aria durante le proprie serate. Non venivano accompagnati dall'organetto perché questo non rispondeva all'uso della complessità armonica tipica del linguaggio musicale. L'organetto diatonico veniva utilizzato solo dagli ambulanti o per suonare qualche polka.

## Associazione culturale “E bene venga maggio”
"E bene venga maggio" è un'associazione culturale che, grazie anche all'attività di ricerca portata avanti da Placida Staro etnomusicologa e ricercatrice, opera sul territorio di Monghidoro, Monzuno e Loiano dal 1982 per la promozione, la conservazione e la diffusione della cultura montanara, attraverso la creazione di luoghi e momenti di incontro, di formazione culturale, quali stage e corsi sulla danza tradizionale e la musica, ma anche promuovendo iniziative atte a far conoscere le realtà culturali locali, attraverso l'organizzazione di rassegne, concerti, conferenze e spettacoli.
La finalità principale dell'associazione è quella di salvaguardare la varietà e la differenziazione delle espressioni umane, in particolare delle forme verbali e non verbali, proprie delle culture basate sul contatto, i vincoli solidaristici e la comunicazione orale.
Nelle culture che non utilizzavano la scrittura, la danza costituiva un forte sistema di vincoli sociali e di espressione "artistica" per le persone. Allo stesso modo, il canto e la musica, collegati alla danza, erano strumenti per "creare insieme", sviluppando autonomamente e da protagonisti la propria partecipazione agli eventi.
L'associazione guarda al passato per "imparare", ma è soprattutto rivolta, con le proprie attività verso il futuro, affinché sia ancora possibile creare "con i propri mezzi" una società della partecipazione e del bello per tutti.

## Discografia
- 1975 Musiche e canti popolari dell'Emilia, vol. 1 a cura di S. Cammelli, R. Leydi, B. Pianta, «Documenti originali del folklore musicale europeo», Albatros VPA 8260, 33130.
- 1978 Musiche e canti popolari dell'Emilia, vol. 4 a cura di S. Cammelli, «Documenti originali del folklore musicale curopeo», Albatros VPA 8414, 33130.
- 1995 I suonatori della Valle del Savena Che non venisse mai giorno - Ass. E bene venga maggio
- 2002 I suonatori della Valle del Savena Concerto a Bologna - Nota ed. Udine (ma 1978)
- 2002 I suonatori della Valle del Savena I rést d'la sòzia - Nota ed. Udine
- 2002 Le vie del Violino - Nota ed., libro con 2 CD audio e 1 DVD a cura di Placida Staro
- 2003 Le vie Armoniche - Nota ed., libro con 2 CD audio (CD audio 1: Primo Panzacchi: balli antichi e liscio montanaro, a cura di Placida Staro. CD audio 2: I Fisarmonicisti di Monghidoro: Le vie armoniche, a cura di Placida Staro.)
- 2003 Fuori Servizio - Nota ed., libro con 2 Cd audio a cura di Placida Staro
- 2007 I Suonatori d'l'aqua fredda Al di la' delle parole - Nota ed. Udine, fondo Riccardo Venier

## DVD
- 2002 "Ruggeri", Melchiade Benni: un violinista in val di Savena. ITA: Associazione E bene venga Maggio: Associazione Festival da Vivaldi a Bussotti, 2002.
- 2003 "... e grazie per la permissione", Marco Ruggeri e Placida Staro, Monghidoro, E bene venga maggio.
- 2003 "... ma i balli veri erano i lisci", Placida Staro, Monghidoro. E bene venga maggio.
- 2004 "Documenti di danza in Valle del Savena", Giorgio Polmoni, Monghidoro, E bene venga maggio.
- 2005 "Ven chichen", Marco Ruggeri e Stefania Ruggeri. Monghidoro. E bene venga maggio.
- ? "Ce lo saluti il suonatore", Marco Ruggeri e Placida Staro, Monghidoro, E bene venga maggio.
- 2007 "cori, canti e balli a Rore", a cura Di Placida Staro. Riprese e montagio di Marco Ruggeri fotografie di Giorgio Polmoni. Monghidoro: Associazione E bene venga Maggio.

Tutte le pubblicazioni sono ancora in commercio e si possono acquistare sul sito dell'associazione E bene venga maggio Archiviato il 27 dicembre 2014 in Internet Archive., o consultare presso il centro di ricerca e documentazione della cultura montanara a Monghidoro, con sede in via degli Olivetani 7 presso la Piccola scuola di Musica Riccardo Venier.